# Povestea prostiei mele
Povestea prostiei mele (titlul original: în maghiară Butaságom története)  este un film de comedie maghiar, realizat în anul 1966 de regizorul Márton Keleti, protagoniști fiind actorii Éva Ruttkai, Lajos Básti, Irina Petrescu, János Rajz.

## Distribuție
- Éva Ruttkai – Kabók Kati, soția lui Mérey László
- Lajos Básti – Mérey László
- Irina Petrescu – Jacqueline
- László Mensáros – Forbáth György
- Manyi Kiss – tanti Gizi
- Zoltán Várkonyi – artist
- János Rajz – tatăl lui Kati
- László Kozák – un artist
- László Bánhidi – un artist
- Vera Szemere – șefa magazinului de pantofi
- Erzsi Pártos – mama lui Kati
- József Szendrõ – un artist
- Mária Sulyok – văduva lui Palágyi Ödön, profesoară
- Nándor Tomanek – ministrul
- Ottó Ruttkai – regizorul
- János Zách – medicul
- Zsuzsa Zolnay – garderobiera
- Anna Báró – o garderobieră
- Mari Szemes – o artistă
- Teri Foldi – o artistă
- Nóra Káldi – clienta din cafenea